# 한국수경예술학회

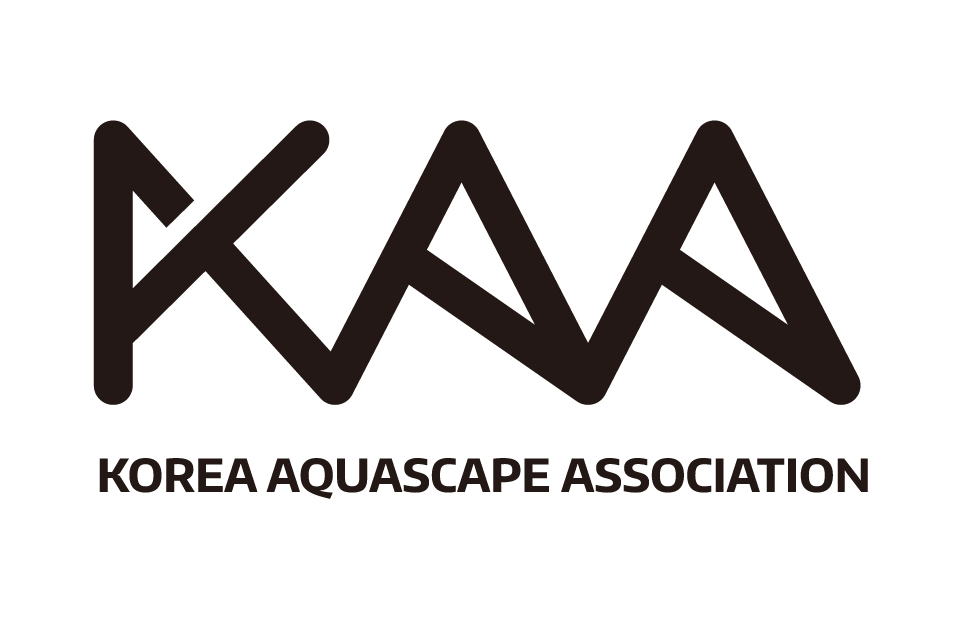
[http://koreaaquascape.com/ 한국수경예술학회

한국수경예술학회(영어: Korea Aquascape Association, KAA)는 2019년 4월 5일에 설립된 대한민국의 수경예술 단체이다.

## 연혁
2019년 조재선이 설립하였으며 창단 멤버에 전형주, 안창호, 박기민, 조진선이 있다.
2021년 현재 대한민국을 대표하는 수경예술 작가 38인이 활동하고 있는 단체이며 한국 수경예술의 대중화와 국위 선양, 수경예술작가의 권익보호에 목적을 두고 있다.

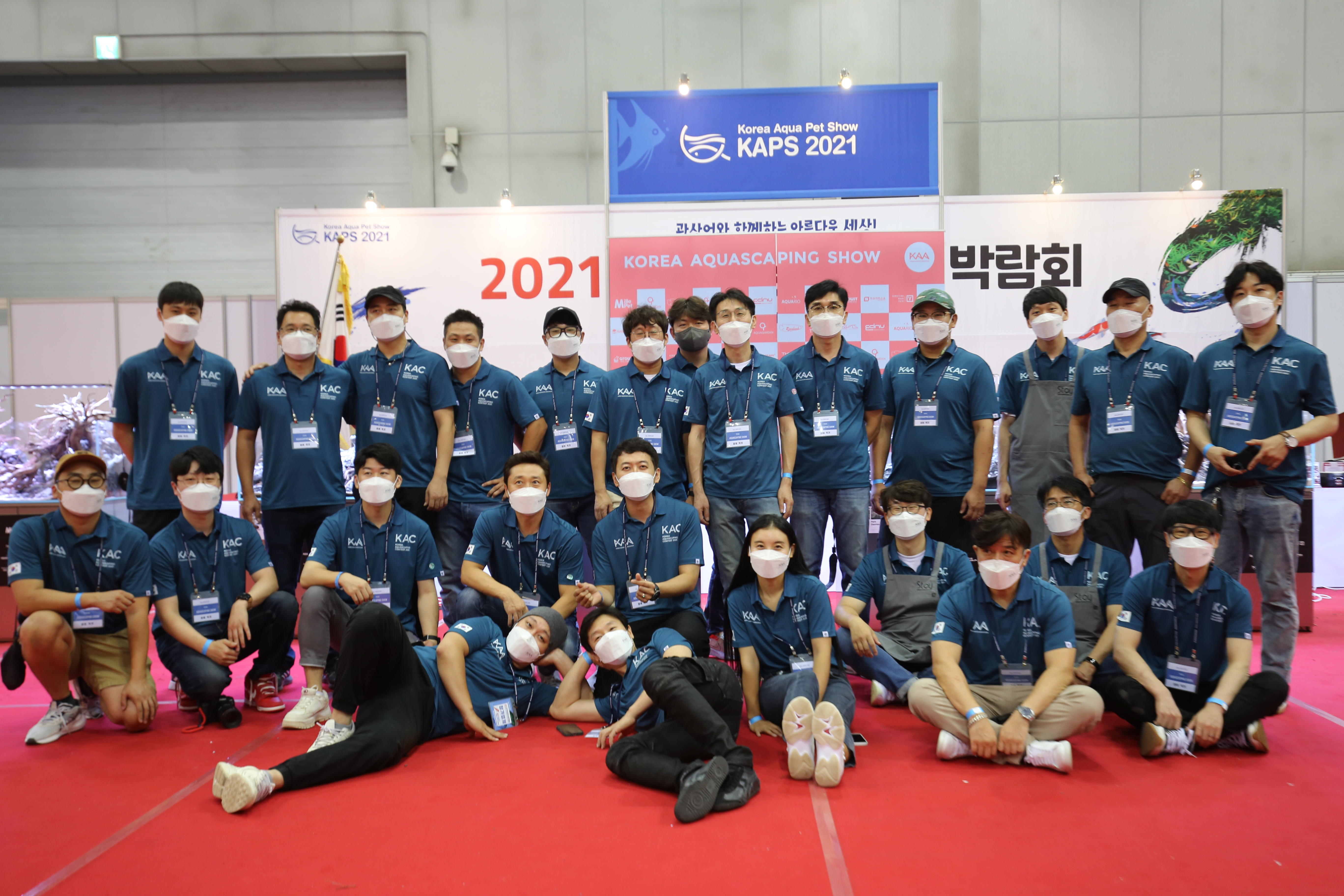

## 주요 활동
- 2019~ 한국관성어박람회 아쿠아스케이핑 쇼 개최
- 2019~ KAC(한국 아쿠아스케이핑 컨테스트) 개최
- 2019. 6 제1회 아쿠아스케이핑 워크숍
- 2019. 9 제2회 아쿠아스케이핑 워크숍
- 2022~KIAC(한국 국제 아쿠아스케이핑 컨테스트) 개최
- 2019~2021 JOKA KAC 개최